# Tjärnen På Myran
Tjärnen På Myran är en sjö i Älvdalens kommun i Dalarna och ingår i Dalälvens huvudavrinningsområde.